# Méndez Núñez (1924)
El Méndez Núñez fue un crucero ligero de la clase Blas de Lezo de la Armada Española; aunque fue puesto en grada con el nombre de Blas de Lezo, intercambió su nombre con su gemelo antes de su botadura.

## Construcción

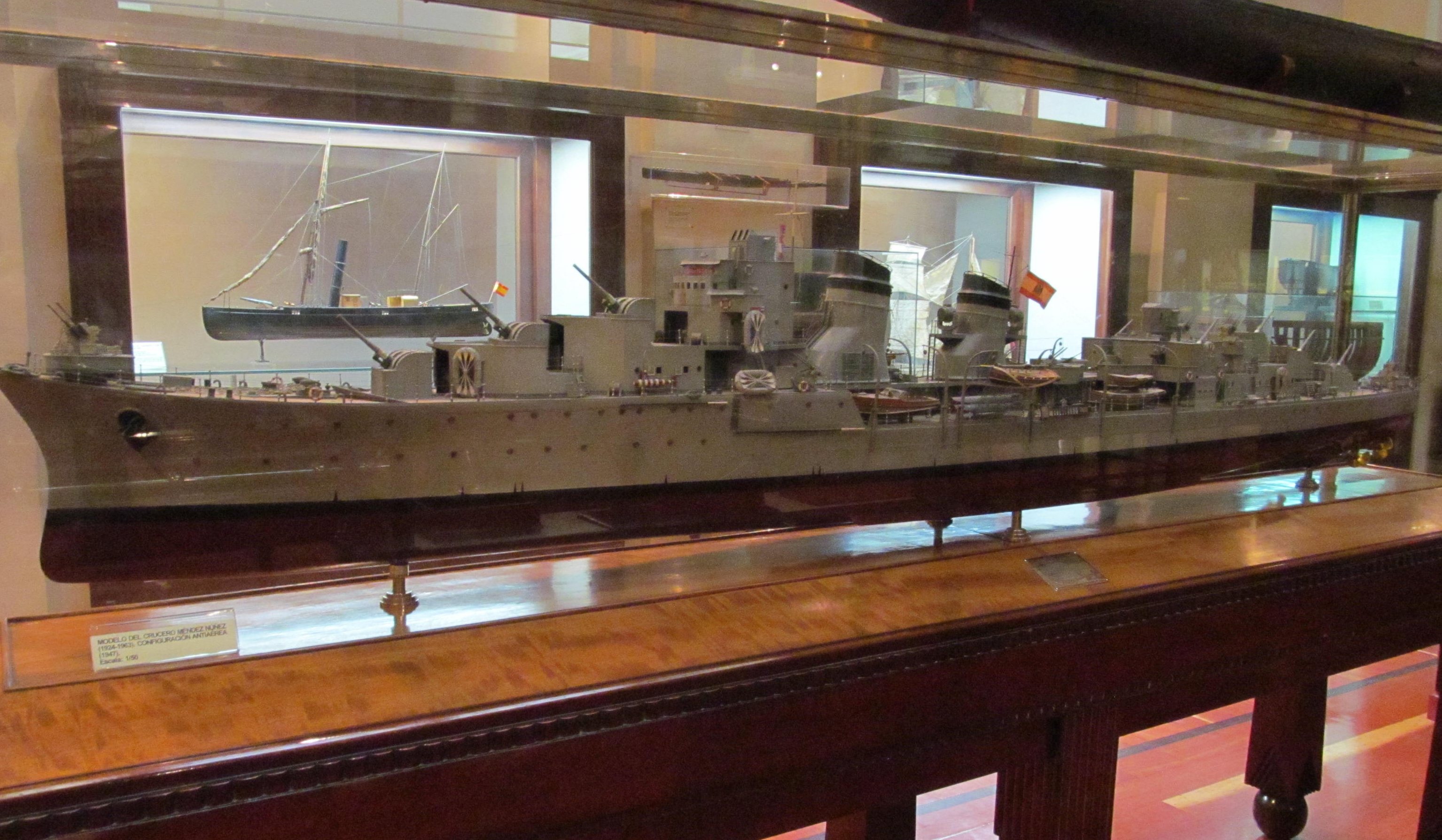
Maqueta del crucero Méndez Núñez, con el aspecto que tenía como crucero antiaéreo en la posguerra, en el Museo Naval de Madrid.

Perfil del Méndez Núñez, con su aspecto en 1932.

Perfil del Méndez Núñez, con su aspecto en 1950.

Fue autorizado por medio de la modificación de la Ley Miranda de 17 de febrero de 1915. por la más nueva, llamada Ley Cortina por el ministro de Marina, marqués de Cortina, para dos cruceros rápidos, el citado y su gemelo el Blas de Lezo. El Méndez Núñez fue el segundo de los buques de su clase. Su quilla fue puesta en grada en el astillero de la Sociedad Española de Construcción Naval en Ferrol, botado en 1922 y entregado a la Armada Española en 1924.
Se trataba de un tipo de cruceros similar a los que participaron en la Primera Guerra Mundial, inspirado en el tipo C británico. Su concepto estaba ya anticuado antes de iniciarse, ya que su propulsión mixta le impedía alcanzar una velocidad adecuada y carecía de dirección de tiro. Lo mismo ocurrió tras su modernización antiaérea debido a la absoluta carencia de sistemas eficaces de control de tiro antiaéreos en un país totalmente aislado y arruinado tras la guerra.

## Historial
Participó en el desembarco de Alhucemas en 1925.
Con motivo del vuelo del Dornier Wal Plus Ultra a Buenos Aires, el gobierno español lo envió en visita de buena voluntad a Buenos Aires junto al destructor Alsedo. Estas naves llegaron a la capital del Plata el 7 de febrero de 1926.
En julio de 1936, se hallaba en la Guinea española (ahora Guinea Ecuatorial), donde la tripulación se apoderó del buque sin derramamiento de sangre tras el golpe de Estado del 18 de julio.
Participó en la Guerra civil en el bando republicano. Llevaba sobre su casco pintada, a modo de camuflaje, la silueta de un destructor para confundir tanto en distancia, como en velocidad, así como dar la impresión de que iba escoltado, lo que hizo que en el bando sublevado se refirieran jocosamente a este buque como "el crucero Méndez y el destructor Núñez".
Según un informe del Estado Mayor de la Marina republicana, su lentitud (29 nudos) y un alcance artillero menor que nuchos destructores le convierten en una rémora para otros buques (el Libertad, por ejemplo), que se ven forzados a reducir su marcha para no dejarle atrás.
El 6 de marzo de 1938, al mando del capitán de corbeta, habilitado como capitán de navío, Pedro Prado Mendizábal, participó en la Batalla del Cabo de Palos.
El 5 de marzo de 1939, tras la sublevación en la ciudad, partió de Cartagena junto con el grueso de la escuadra republicana con rumbo a Bizerta (Túnez), a donde llegó el 11 de marzo. Al día siguiente se solicitó el asilo político por parte de los tripulantes, y quedaron internados los buques bajo la custodia de unos pocos tripulantes españoles por buque. El resto de la dotación fue conducida a un campo de concentración en la localidad de Meheri Zabbens.
El 31 de marzo de 1939 llegó a Bizerta, a bordo de los transportes Mallorca y Marqués de Comillas, el personal que debería hacerse cargo de los buques internados.
Tras la finalización de la guerra, fue modernizado como crucero antiaéreo entre los años 1943 y 1947, y fue el único buque de este tipo con el que contó la Armada Española.
Cuando estalló un polvorín en Cádiz en 1947, se corrió la voz por Cádiz de que lo que había volado había sido el crucero Méndez Núñez, rumor que pronto se desmintió.
Durante la guerra de Ifni-Sahara, el 7 de diciembre de 1957, una flota compuesta por el crucero Canarias, el crucero Méndez Núñez y los cinco destructores Churruca, Almirante Miranda, Escaño, Gravina y José Luis Díez de la Clase Churruca se apostaron en zafarrancho de combate frente al puerto de Agadir y apuntaron con sus piezas diversos objetivos de dicho puerto, en acción intimidatoria contra el gobierno de Marruecos por su presunto apoyo a los rebeldes de Ifni.